# Bylandet, Kyrkslätt
Bylandet med Broholmen är en ö i Finland. Den ligger i Finska viken och i kommunen Kyrkslätt i landskapet Nyland, i den södra delen av landet.
Öns area är 1,45 kvadratkilometer och dess största längd är 2 kilometer i sydväst-nordöstlig riktning. Ön höjer sig omkring 35 meter över havsytan.
Ön har fast vägförbindelse norrut över Broholmen mot Kyrkslätt och söderut till ön Ängeslandet.
Herrgården och konferensanläggningen Hirsala ligger på Bylandet.

## Klimat
Inlandsklimat råder i trakten. Årsmedeltemperaturen i trakten är 5 °C. Den varmaste månaden är augusti, då medeltemperaturen är 15 °C, och den kallaste är januari, med −6 °C.